# Bofills båge
L'arche de Bofill (en suédois : Bofills båge) ou l'arche (en suédois : Bågen)  est un édifice du quartier Södermalm à Stockholm en Suède,.

## Description
Bofills båge est un bâtiment résidentiel semi-circulaire situé dans le quartier de la gare Södra (sv) à Södermalm.
Le bâtiment de style postmoderniste a été conçu par l'architecte espagnol Ricardo Bofill et construit entre 1991 et 1992 par Ohlsson & Skarne,.
Il fait partie du quartier résidentiel construit autour de la gare du sud de Stockholm, ou Stockholms södra, dans les années 1980 et 1990. 
L'immeuble appartient à la coopérative d'habitation HSB. 
Bofill a également conçu un complexe de trois bâtiments en forme de cube à côté du Bofills båge le long de Bangårdsgången.
Le complexe est connu sous le nom de Tempelhuset.
Le complexe immobilier se compose d'un bâtiment en forme de croissant de 180 mètres de diamètre et de cinq immeubles résidentiels plus petits. Il comprend environ 300 appartements, des commerces, des bureaux et un parking souterrain. Il s'inscrit dans un vaste projet de réaménagement urbain où l'ancienne gare de triage sud a été transformée en îlots urbains, principalement destinés à des logements. 
Le bâtiment est flanqué de la Tour sud, une tour résidentielle conçue par Henning Larsen.
Sous les portails de l'arche et dans le parc Fatbursparken adjacent se trouve une série de sculptures parmi lesquelles se trouvent Les Comédiens de Peter Linde et Daphné et Olle d'Aline Magnusson.

## Architecture
Dans le cadre du réaménagement de la zone de la gare de Södra à Södermalm, un grand bâtiment résidentiel semi-circulaire a été ajouté. Le client était HSB, qui, après un concours d'architecture sur invitation, a confié à l'architecte catalan Ricardo Bofill la mission de concevoir l'installation.
L'Arche a été conçue, dans l'esprit du postmodernisme avec des formes néo-classiques, en 1988-1990 et était prêt à être occupé en 1991-1992. Les façades sont constituées d'éléments en béton jaune-blanc où des fenêtres  créent une symétrie digne d'un palais. Les balcons ont été disposés à l'extérieur de la maison, orientés au sud.
L'édifice dispose d'un sous-sol, d'un rez-de-chaussée avec local commercial, de sept étages résidentiels et d'un grenier. La hauteur au-dessus du sol jusqu'au faîte du toit est d'environ 25 mètres.
À « Bågen », il y a un total de 283 appartements résidentiels en location. La propriété comprend également 25 locaux qui sont loués.
Ohlsson & Skarne (sv), spécialisé dans les bâtiments préfabriqués, a été choisi comme entrepreneur de construction.

## Galerie

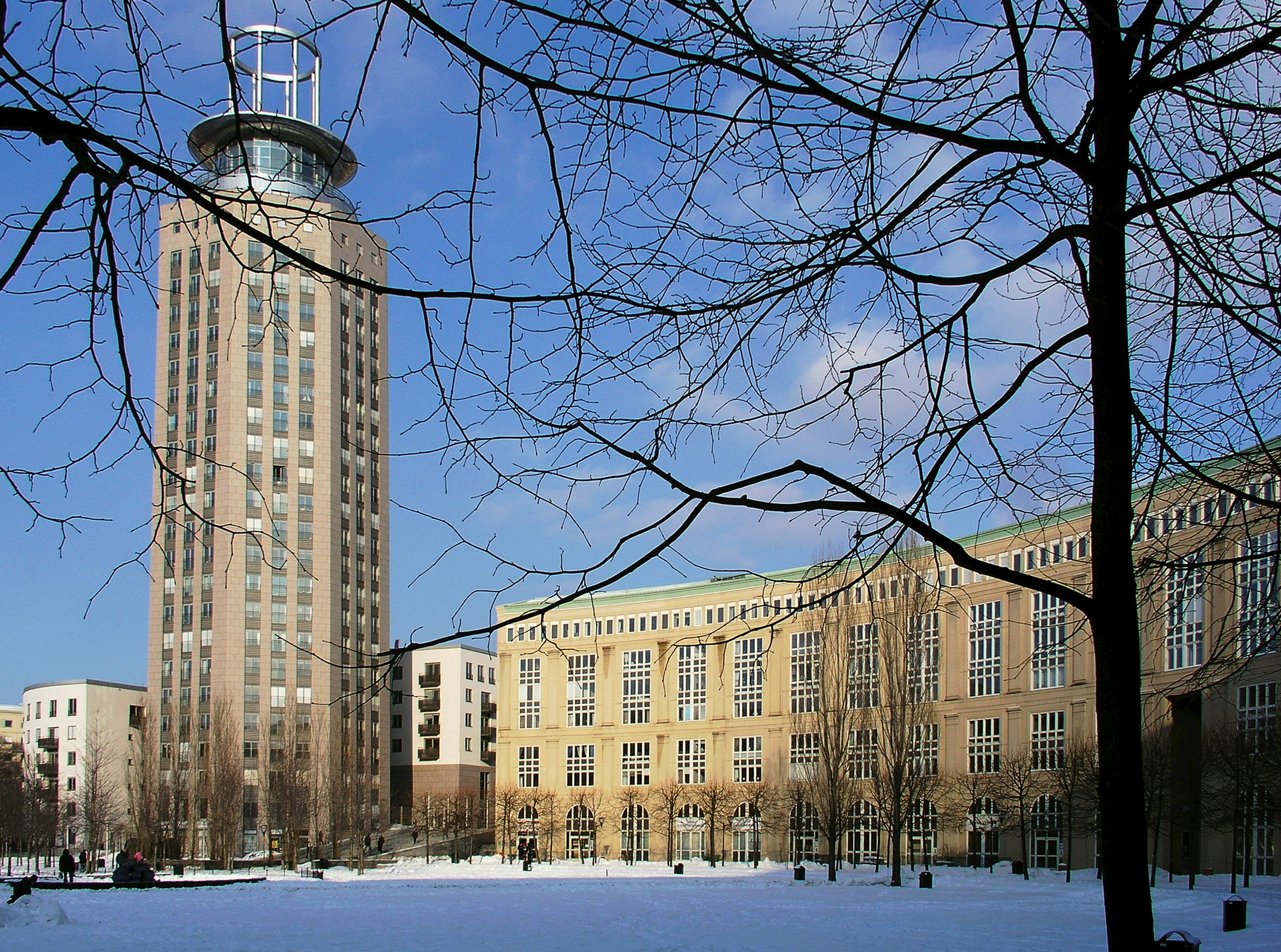
Bofills båge et tour sud.
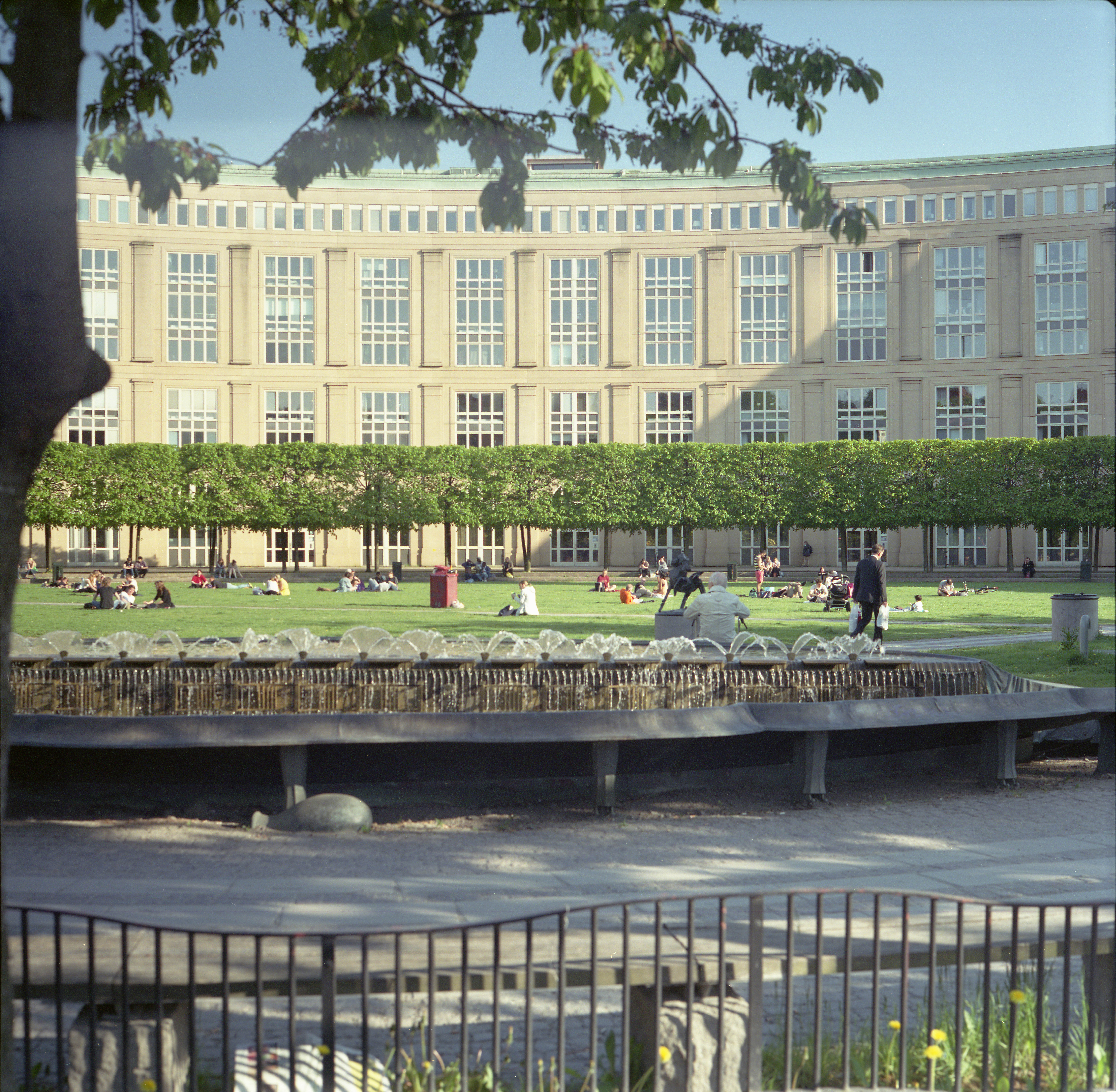
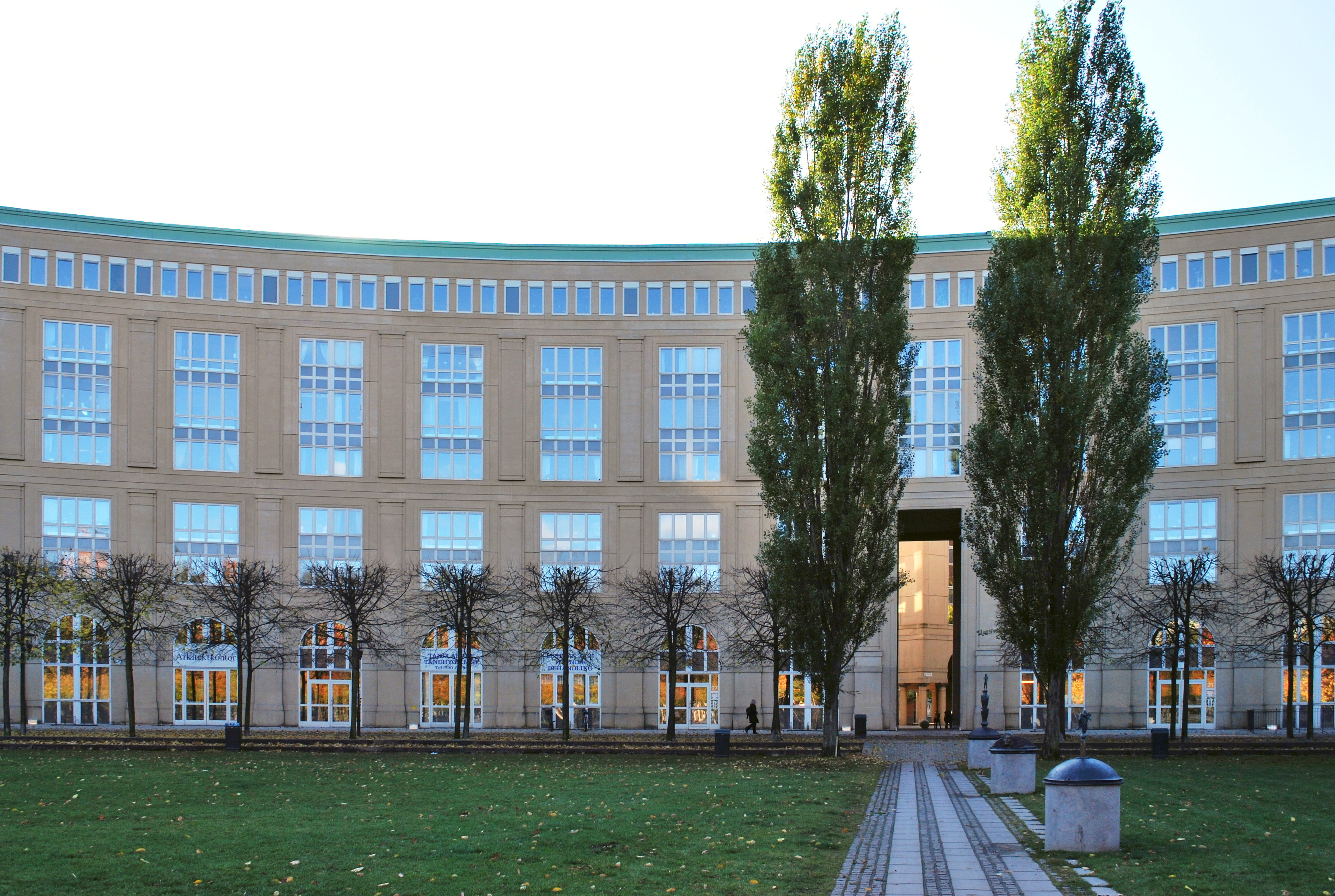
Fatbursparken.

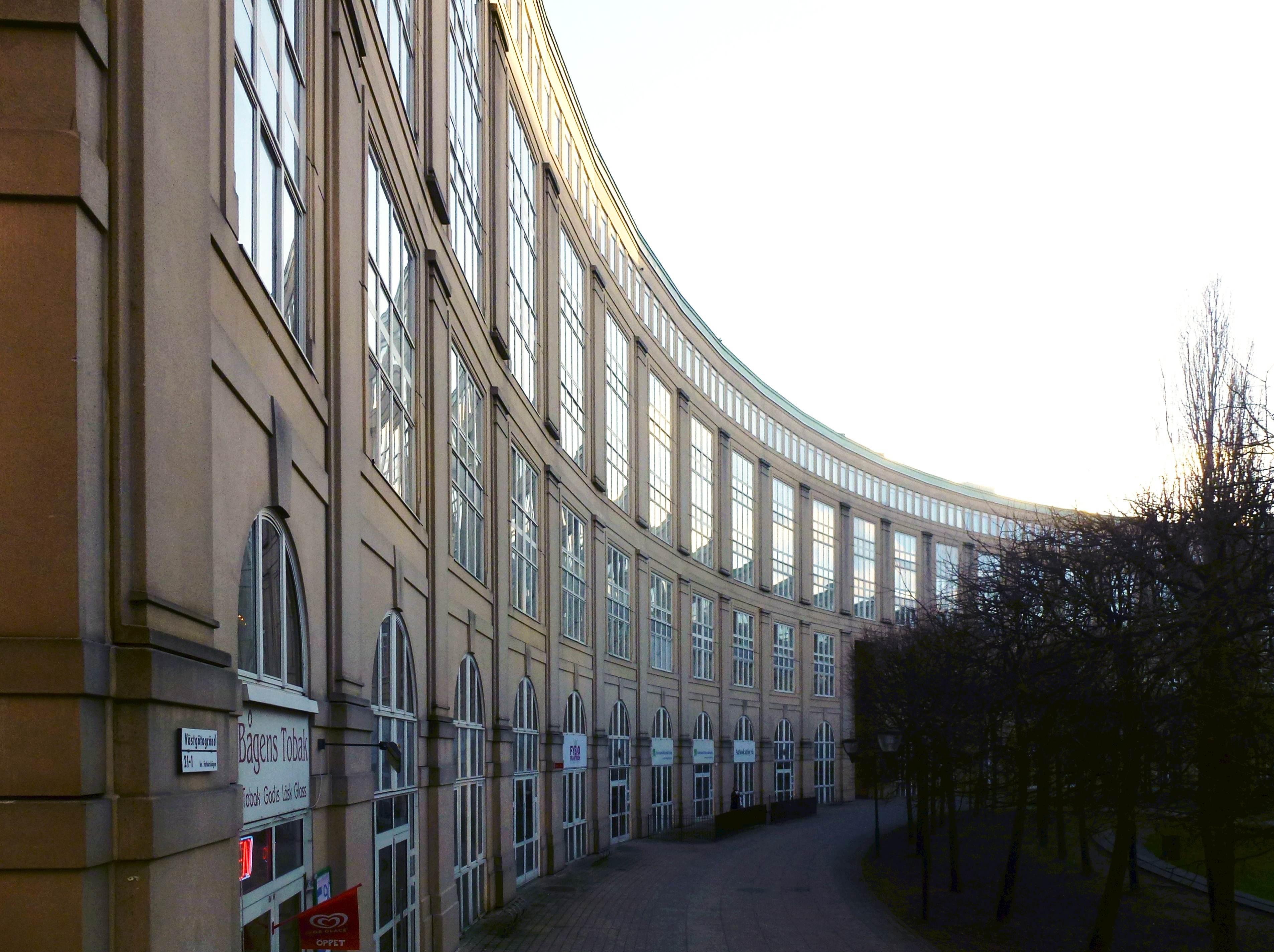
Façade nord.
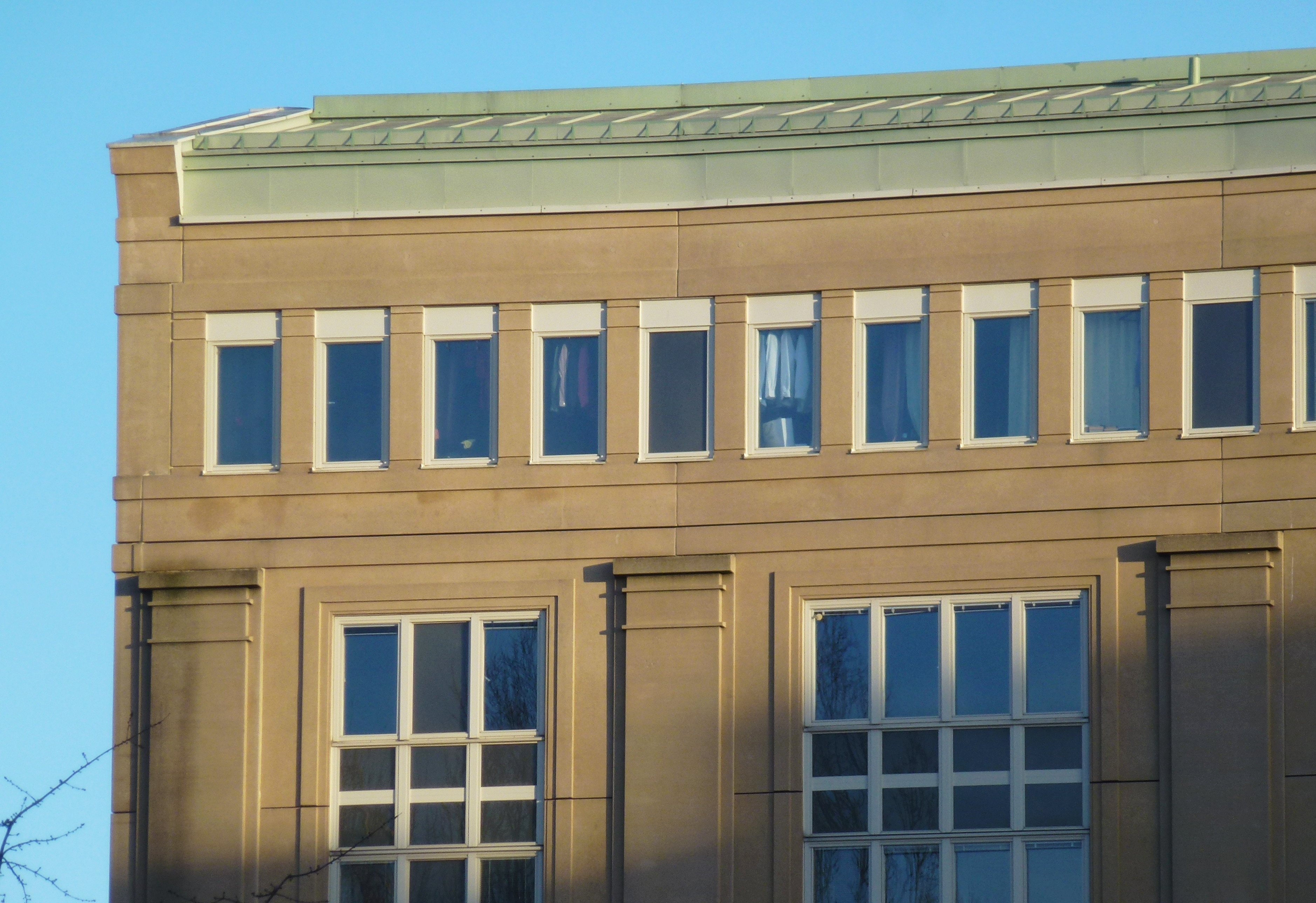
Partie de la façade nord.
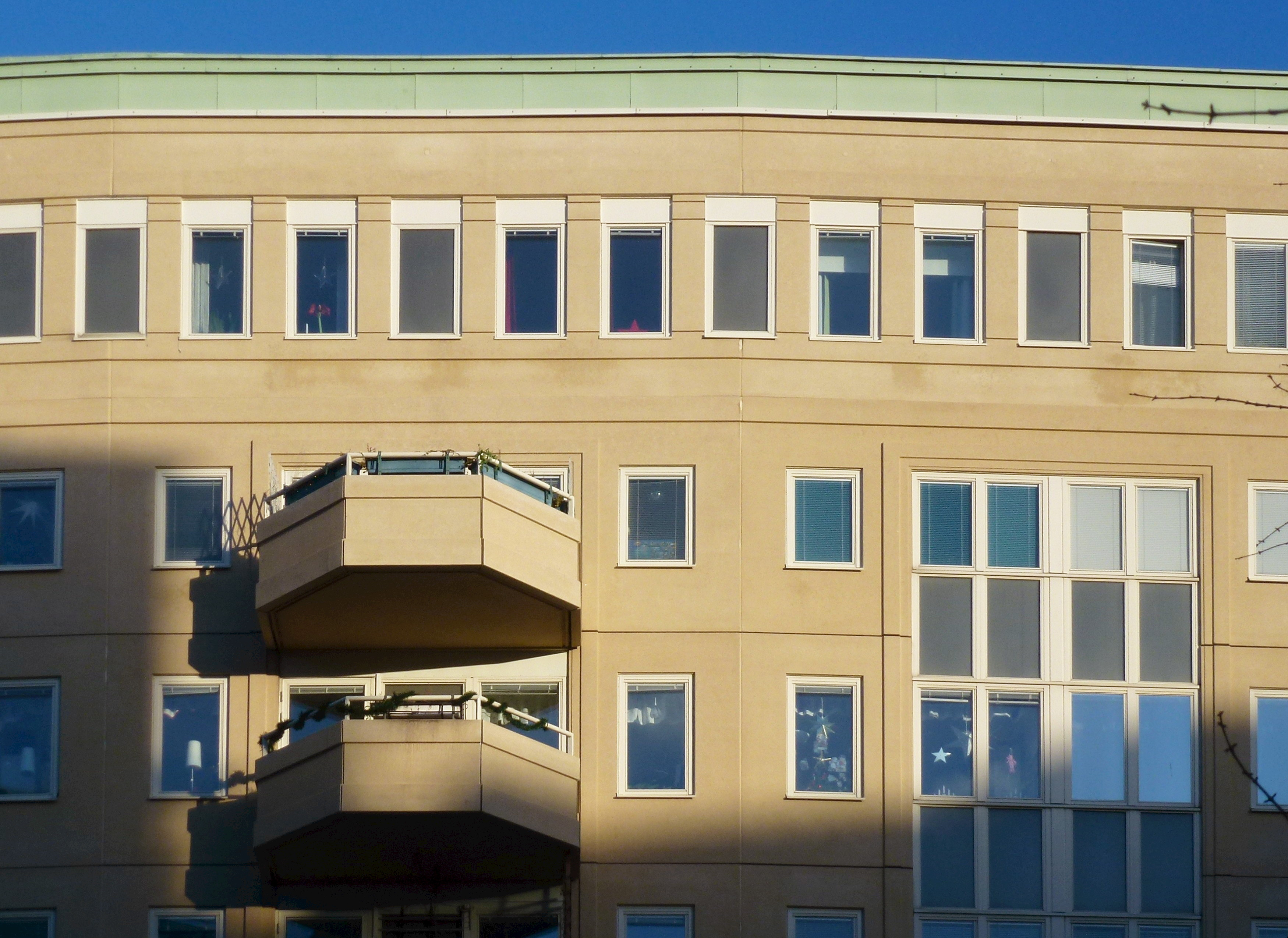
Partie de la façade sud.
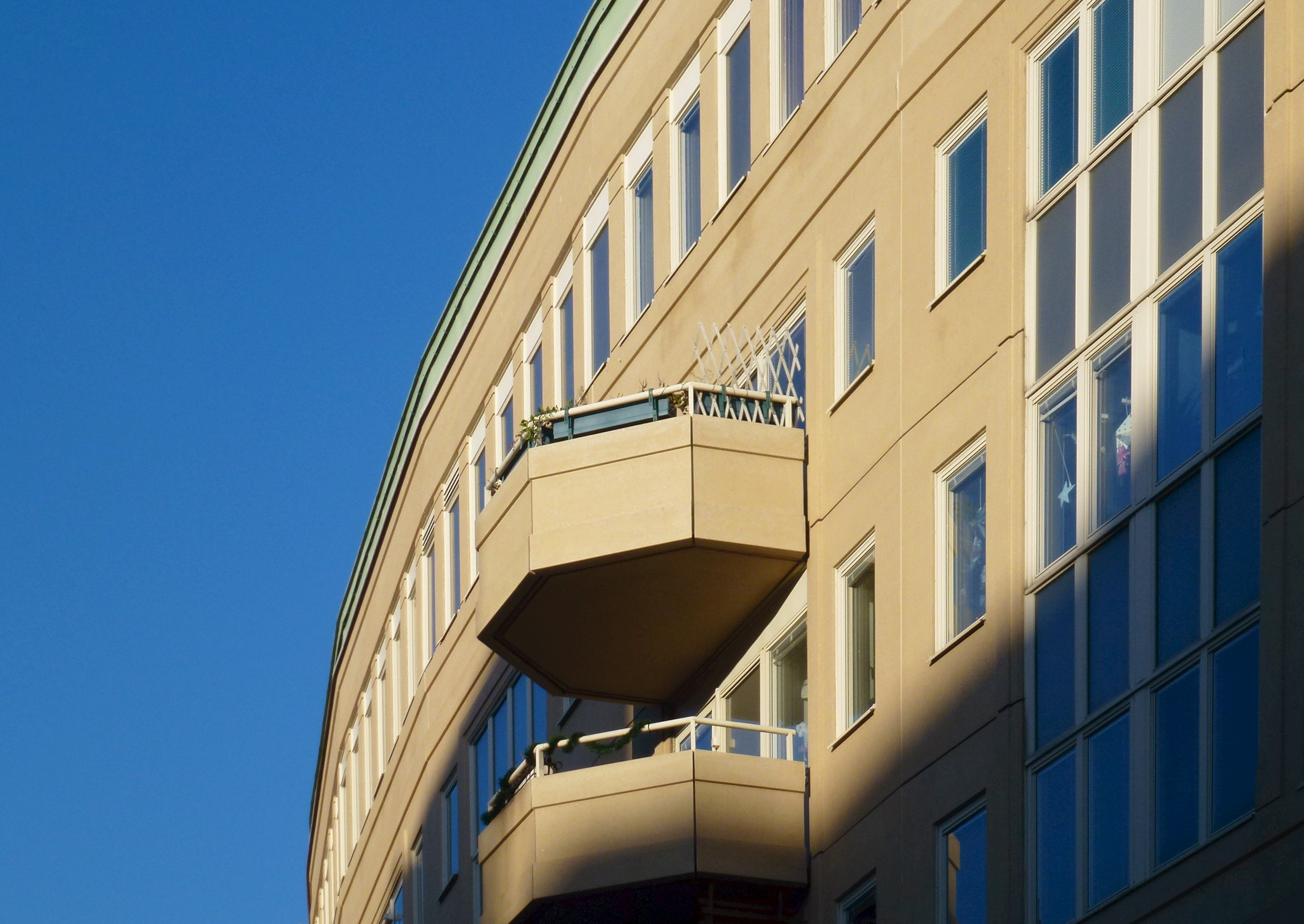
Partie de la façade sud.

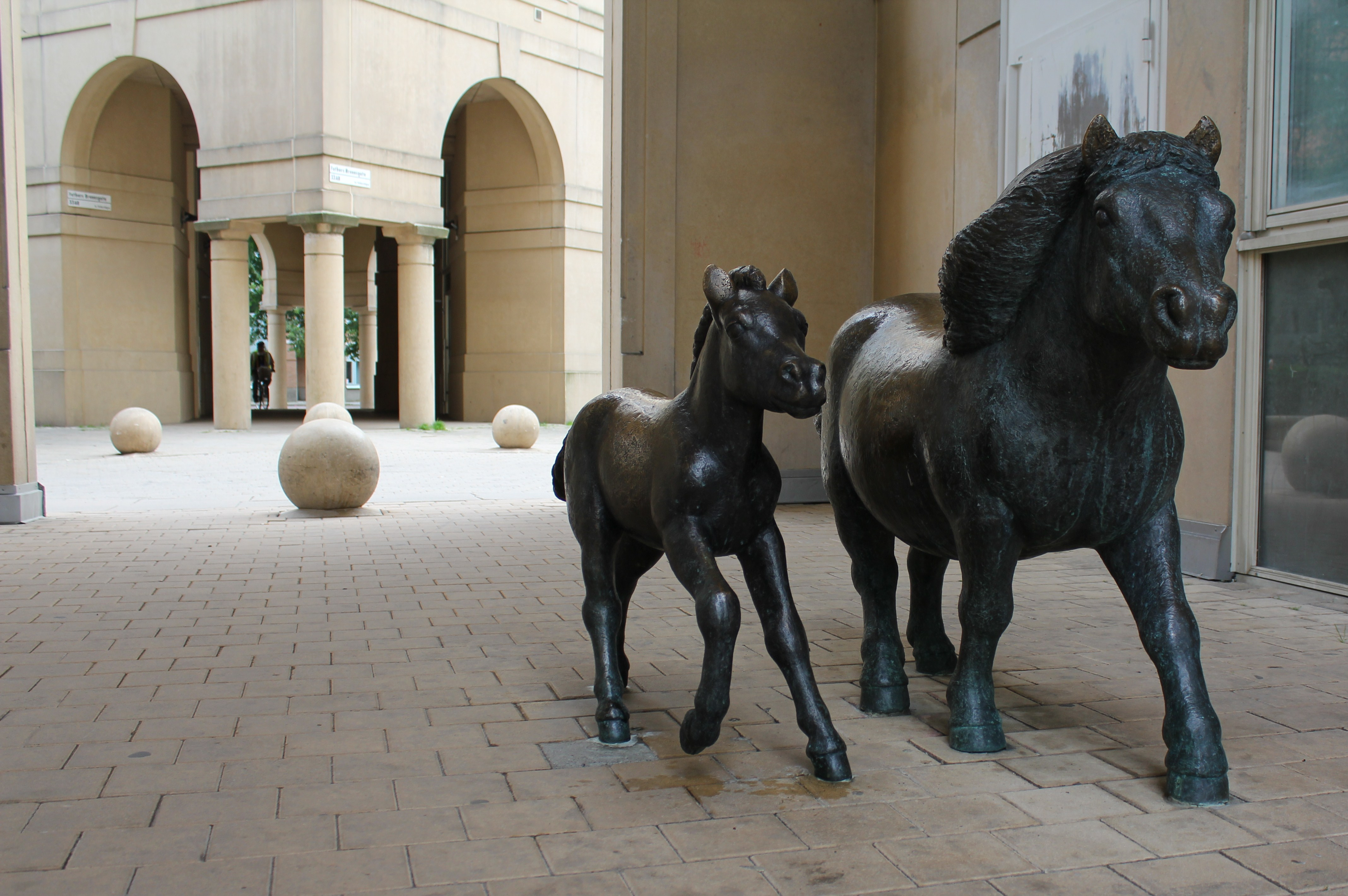
Daphne och Olle.
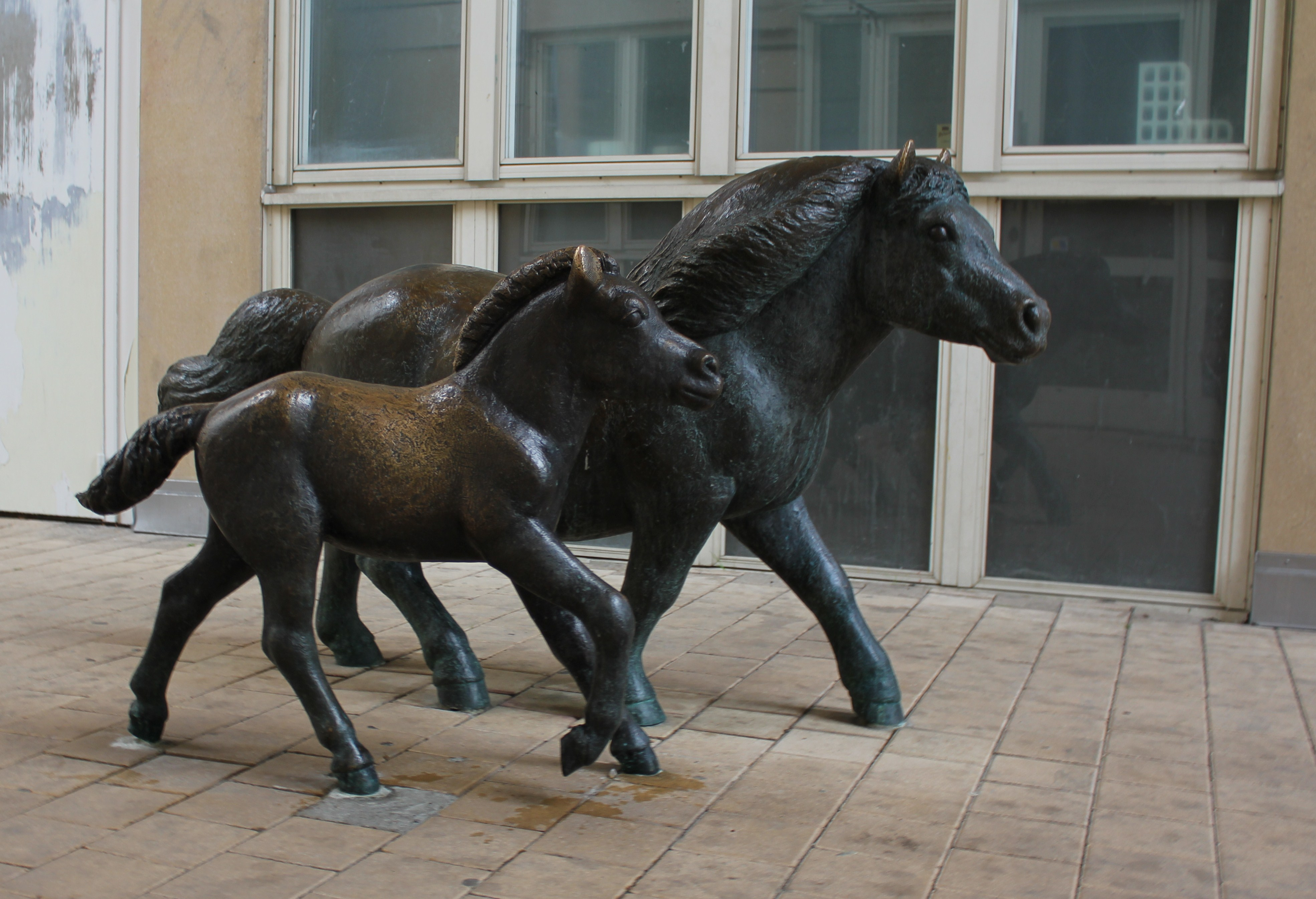
Daphne och Olle.
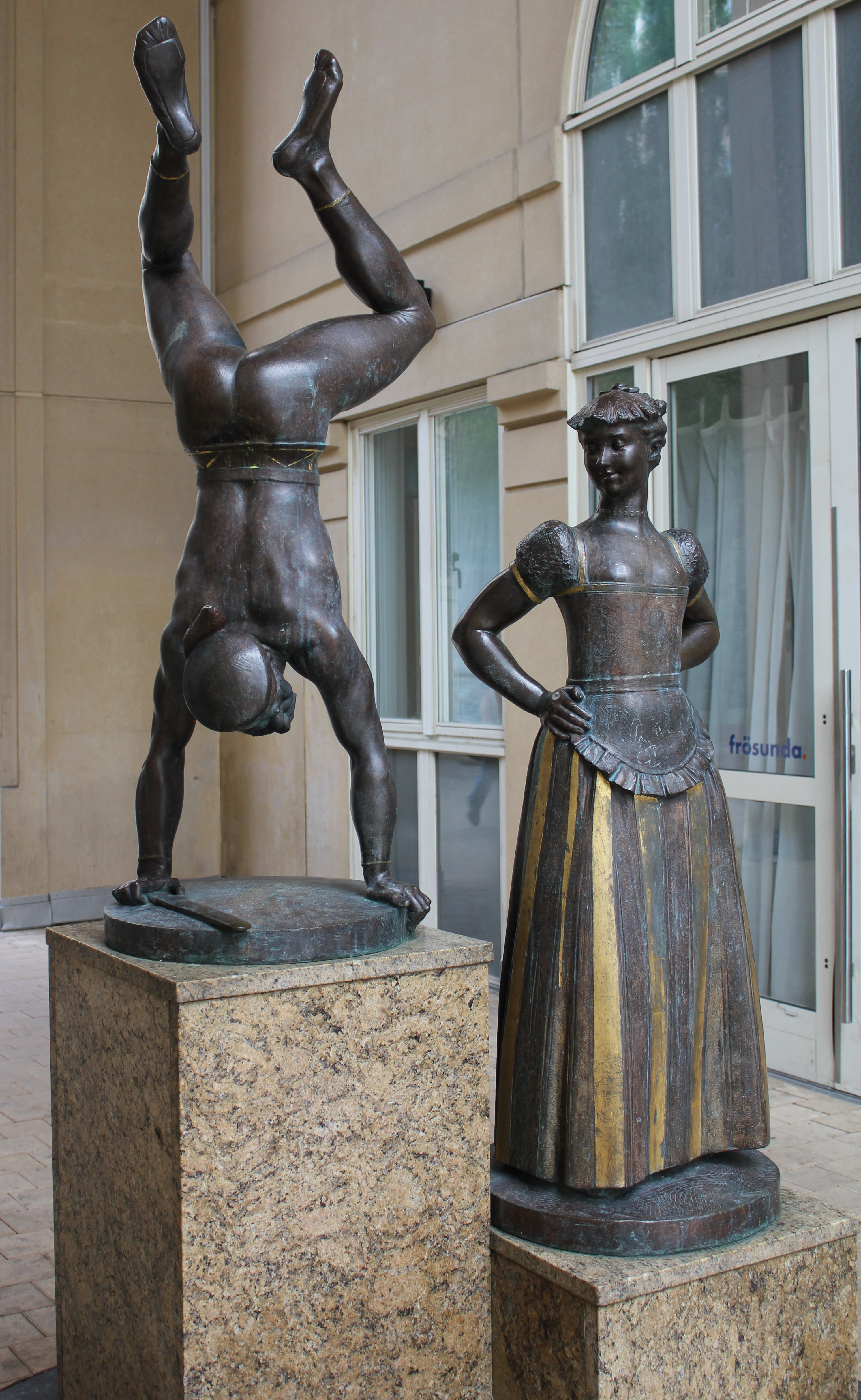
Commedianterna.
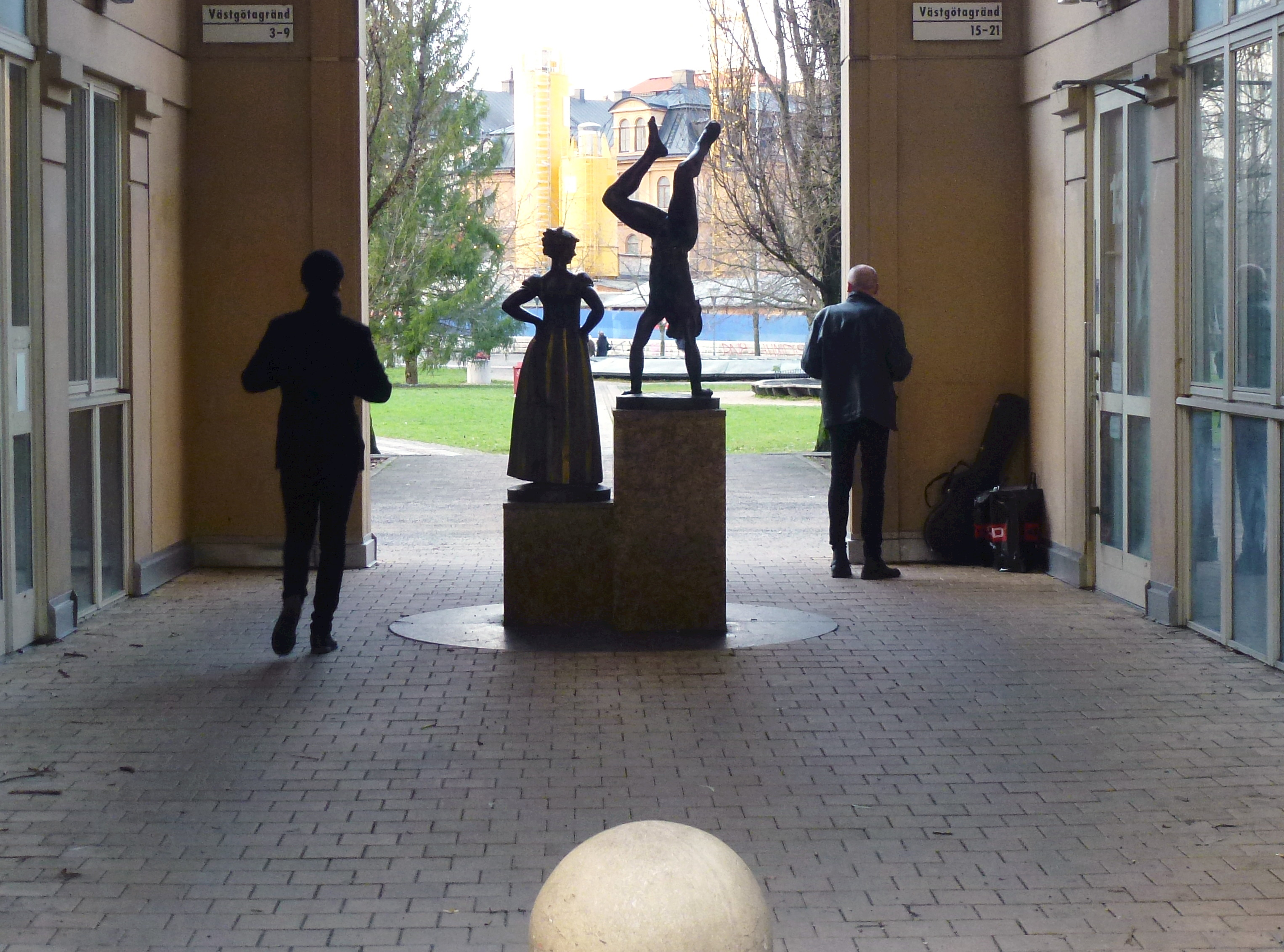
Commedianterna.